# 桂格理平原
桂格理平原（Gregory Downs）是澳大利亞昆士蘭州伯爾克郡內的小鎮，人口低於50人，座落於桂格理河的沿岸上。此鎮有一家建於1900年代、前身為員警臨時駐點的飯店，平時提供旅客住宿和餐飲服務。
18°38′S 139°15′E / 18.633°S 139.250°E